# Tommy Franklin
Tommy Franklin est un journaliste français d'origine azérie, né le 15 octobre 1920 à Paris 16e et mort le 20 janvier 1976 à Paris 14e.
Journaliste généraliste à ses débuts, il a été pendant la quasi-totalité de sa carrière le spécialiste en automobile à la radio nationale française (RTF, puis France-Inter). Il y a effectué pendant plus de 15 ans la couverture des compétitions automobiles et des sujets liés à l'automobile.
Ses interventions étaient facilement reconnaissables grâce à une voix à la fois puissante, limpide et passionnée.

## Biographie

### Origines et premières années
Tommy Franklin, de son vrai nom Farrokh Bey Weziroff, est issu d'une famille azerbaïdjanaise ayant fait fortune dans l'exploitation du pétrole dans la région de Bakou (Caucase),. Ses parents quittent l’Azerbaïdjan en 1920 pour fuir la situation troublée issue de la Révolution Bolchevique de 1917, qui a conduit à la création de la République démocratique d’Azerbaïdjan. Ils viennent s'établir à Paris, où naît Tommy Franklin le 15 octobre 1920. L'ancienne richesse de la famille disparaît rapidement.
Il passe sa jeunesse à Nice, puis exerce en tant que chanteur d'opéra, notamment à l'opéra de Nice,. Comme sports, il pratique le moto-cross et le volley-ball.

### Activités de comédien-présentateur
Dans la première moitié des années 1950, il est actif dans le monde des cabarets parisiens, comme à l'Échelle de Jacob, puis au Bœuf sur le toit, où, lors d'une réouverture en 1952, il participe en tant que metteur en scène et acteur au spectacle Berlin Got de Henry Patto. En 1952, 1953 et 1954, il est présent dans des spectacles donnés au Crazy Horse Saloon,,,. À  propos de lui, le journaliste et écrivain Maurice Ciantar écrit en janvier 1955 dans Combat : « on regrettera le départ de Tommy Franklin, bonimenteur et présentateur d'une verve inépuisable et l'on aura longtemps souvenance de son Cid à la manière de Berlitz. Ce n'est pas trop dire que ce comédien complet était l'âme de ce Saloon ».

### Carrière de journaliste
En 1954, il est recruté par Maurice Siegel pour travailler à la radio Europe No 1 en cours de création, dans l'équipe des sports. Puis, il est rapidement engagé par la radio nationale RTF. Sur Paris Inter, il effectue tour à tour des reportages en tant que journaliste généraliste, souvent axés sur la vie quotidienne des français, mais aussi en tant que journaliste automobile au sein du service des sports de Georges Briquet.
En 1963, quand Georges Briquet prend sa retraite, il devient le spécialiste attitré des domaines automobile et sport automobile sur France-Inter, radio qu'il ne quittera plus. Il commente les compétitions automobiles sur les stations France-Inter et Inter-Variétés (émission Sports et musique du dimanche) jusque vers le milieu des années 1970, avec sa voix particulière, révélatrice de ses capacités vocales mais aussi de sa passion pour ce sport.
Il participe régulièrement aux journaux parlés de France-Inter, en y tenant la rubrique consacrée aux actualités sportives. En particulier, il développe une certaine complicité avec le journaliste Yves Mourousi lors de la présentation des Inter-actualités.
Au début des années 1970, il est nommé responsable du Service des sports de France-Inter.
Pendant sa carrière, il connait une grande popularité dans le milieu des courses automobiles, comme exprimé par le journaliste, animateur et producteur Jacques Garnier : « Connu sur tous les circuits internationaux, plus ami qu'ennemi de tous les présidents d'automobile-clubs, choyé ou craint des constructeurs, redoutable fourchette, mélomane accompli, ce spécialiste de l'automobile à France-Inter était aussi l'être le plus généreux, le plus spirituel et le plus solitaire qui soit. »
Personnage haut en couleur, les anecdotes le concernant sont nombreuses de la part de ses collègues directs, ou de personnages du milieu journalistique,,,,.
Atteint d'une maladie grave, il est contraint d'arrêter son activité à la fin de 1975. Jacques Garnier écrira que « sa présence et sa compétence ne seront que très difficilement remplacées ».
Il meurt à l'hôpital de la Cité universitaire de Paris (14e arrondissement) le 20 janvier 1976.

## Vie privée
Tommy Franklin a été marié trois fois. Il est le neveu de l'auteure d'origine azérie connue sous le nom de Banine, qui a émigré en France en 1924.

## Participation à des rallyes automobiles
En parallèle avec son activité de journaliste sportif, Tommy Franklin a participé plusieurs années de suite à certains rallyes, d'abord comme coéquipier, puis comme pilote, notamment au Rallye de Monte-Carlo, à la Coupe des Alpes et au Tour de France Automobile, dans le but d'être au cœur de l’événement.

## Filmographie
- Grand Prix, de John Frankenheimer (1966) : le speaker du circuit